# Poslijeporođajna tuga
Poslijeporođajna tuga, također poznata i kao poslijeporođajni blues i baby blues, vrlo je često, ali kratkotrajno stanje koje počinje ubrzo nakon poroda i može se manifestirati raznim simptomima kao što su promjene raspoloženja, razdražljivost i plačljivost. Majke mogu osjetiti simptome lošeg raspoloženja pomiješane s intenzivnim razdobljima sreće. Do 85 % rodilja zahvaćeno je poslijeporođajnom tugom, a simptomi počinju nekoliko dana nakon poroda i traju do dva tjedna. Osiguravanje adekvatne količine sna i emocionalne podrške okoline pomaže bržem izlasku iz baby bluesa. Ako su simptomi toliko jaki da utječu na svakodnevno funkcioniranje ili traju dulje od dva tjedna, trebalo bi procijeniti radi li se o povezanim poslijeporođajnim stanjima, poput poslijeporođajne depresije i poslijeporođajne anksioznosti. Nejasno je može li se ovo stanje prevenirati, no edukacija i osnaživanje važni su kako bi se ublažio stres rodilja.

## Znakovi i simptomi
Simptomi poslijeporođajne tuge mogu se značajno razlikovati od osobe do osobe i od trudnoće do trudnoće. Mnogi simptomi baby bluesa preklapaju se i s normalnim simptomima koje doživljavaju novi roditelji i s poslijeporođajnom depresijom. Osobe s poslijeporođajnom tugom imaju simptome koji su blaži i manje ometaju njihovo svakodnevno funkcioniranje u usporedbi s onima s poslijeporođajnom depresijom. Simptomi poslijeporođajne tuge uključuju, ali nisu ograničeni na:
- Plačljivost ili plač "bez razloga"
- Promjene raspoloženja
- Razdražljivost
- Anksioznost
- Dovođenje u pitanje vlastite sposobnosti da se brine o djetetu
- Poteškoće u donošenju izbora
- Gubitak apetita
- Umor
- Poteškoće sa spavanjem
- Poteškoće s koncentracijom
- Simptomi lošeg raspoloženja pomiješani s radošću[5]

### Početak
Simptomi poslijeporođajne tuge najčešće počinju unutar prvih par dana po porodu i dostižu vrhunac obično četvrtog ili petog dana po porodu.

### Trajanje
Posslijeporođajna tuga može trajati od nekoliko dana do dva tjedna. Ako simptomi traju više od dva tjedna, treba uzeti u obzir mogućnost razvoja poslijeporođajne depresije.

## Uzroci
Uzroci poslijeporođajne tuge nisu jasno utvrđeni. Većina hipoteza o etiologiji poslijeporođajne tuge i poslijeporođajne depresije bazira se na raskrižju značajnih bioloških i psihosocijalnih promjena zbog porođaja.

### Psihosocijalni uzroci
Trudnoća i babinje značajni su životni događaji koji povećavaju ženinu ranjivost na poslijeporođajnu tugu. Čak i uz planiranu trudnoću, normalno je imati osjećaj sumnje ili žaljenja, a potrebno je vrijeme da se roditelji priviknu na novorođenče. Osjećaji koje obično prijavljuju novi roditelji i promjene u životnoj rutini, a koji mogu mogu doprinijeti razvoju baby bluesa su, među ostalim:
- Umor nakon trudova i porođaja
- Briga za novorođenče koje zahtijeva pažnju 24 sata dnevno
- Nedostatak sna
- Nedostatak podrške obitelji i prijatelja
- Trzavice u partnerskim odnosima
- Promjene u kućnim i radnim rutinama
- Financijski stres
- Nerealna očekivanja koje roditelji stavljaju pred sebe
- Društveni ili kulturni pritisak na ženu da se brzo "oporavi" nakon trudnoće i poroda
- Preispitivanje sposobnosti brige o novorođenčetu
- Ljutnja, gubitak ili krivnja, posebno za roditelje nedonoščadi ili bolesne djece

### Čimbenici rizika
Većina proučavanih čimbenika rizika nije jasno i dokazala povezanost s poslijeporođajnom tugom. To uključuje sociodemografske faktore, kao što su dob i bračni status, opstetričke faktore, kao što su komplikacije u porodu ili niska porođajna težina djeteta.
Čimbenici za koje se najdosljednije pokazalo da predviđaju poslijeporođajnu tugu su osobna i obiteljska povijest depresije. Ovo je od posebnog interesa s obzirom na dvosmjerni odnos između poslijeporođajne tuge i poslijeporođajne depresije: čini se da je povijest postporođajne depresije čimbenik rizika za razvoj poslijepodođajne zuge, a s poslijeporođajnom tugom dolazi do većeg rizika razvoja naknadne postlijeporođajne depresije.

## Patofiziologija

### Estrogen i progesteron
Istraživanja nisu otkrila dosljednu povezanost između koncentracija estrogena i progesterona i razvoja poslijeporođajnih poremećaja raspoloženja. Neki istraživači vjeruju da neusklađeni rezultati mogu biti posljedica varijacija u osjetljivosti na hormonalne promjene u različitim podskupinama žena.

### Ostalo
Nova istraživanja sugeriraju potencijalnu povezanost između crijevnog mikrobioma i perinatalnih poremećaja raspoloženja i anksioznosti.

## Dijagnoza

### Klasifikacija
Ispravna dijagnostička klasifikacija poslijeporođajne tuge nije jasno utvrđena. Poslijeporođajna tuga se dugo smatrala najblažim stanjem u spektru poslijeporođajnih psihijatrijskih poremećaja, što uključuje poslijeporođajnu depresiju i poslijeporođajnu psihozu. Međutim, postoji određena rasprava u literaturi o mogućnosti da poslijeporođajna tuga može biti neovisno stanje.

### Kriteriji
Ne postoje standardizirani kriteriji za dijagnozu poslijeporođajne tuge. Za razliku od poslijeporođajne depresije, poslijeporođajna tuga nije dijagnoza uključena u Dijagnostički i statistički priručnik za mentalne poremećaje.
Znanstvenici su upotrijebili razne dijagnostičke alate u prospektivnim i retrospektivnim studijama postporođajnog bluesa, kao što su Edinburška skala za procjenu postnatalne depresije (EPDS) i Beckov indeks depresije (BDI), kao i razvoj specifičkih skala poput Upitnika za majčinski blues i Stein skale.

### Diferencijalna dijagnoza
Iako su simptomi poslijeporođajne tuge prisutni u većine majki i stanje je kratkotrajno, važno je imati na umu povezana psihijatrijska stanja jer se preklapaju u prezentaciji i u sličnom intervalu početka.
Poslijeporođajna anksioznost
Simptomi tjeskobe i razdražljivosti često su prevladavajući kod poslijeporođajne tuge. Međutim, u usporedbi s poslijeporođajnom anksioznošću, simptomi kod baby bluesa su manje izraženi, prolaze sami od sebe i traju manje od dva tjedna.
Poslijeporođajna depresija
Poslijeporođajna depresija i poslijeporođajna tuga mogu biti nerazlučivi kada počnu prvi simptomi. Međutim, simptomi baby bluesa su manje izraženi, prolaze sami od sebe i traju manje od dva tjedna. Čini se da su majke koje imaju jake simptome baby bluesa pod povećanim rizikom od razvoja depresije.
Poslijeporođajna psihoza
Iako oba stanja mogu pratiti razdoblja ushita i depresivnog raspoloženja, promjene raspoloženja u poslijeporođajnoj psihozi znatno su teže i mogu uključivati maniju, halucinacije i deluzije. Poslijeporođajna psihoza je rijetko stanje i pogađa 1-2 na 1000 žena. Poslijeporođajna psihoza klasificira se kao hitno psihijatrijsko stanje i zahtijeva bolnički prijem.

## Prevencija

### Probir
Ne postoje posebne preporuke za probir nakon poroda. Ipak, brojne strukovne organizacije preporučuju rutinski probir za depresiju i/ili procjenu emocionalnog stanja tijekom trudnoće i nakon poroda. Univerzalni probir pruža priliku za identifikaciju žena sa subkliničkim psihijatrijskim stanjima tijekom tog razdoblja i onih s većim rizikom od razvoja težih simptoma. Konkretne preporuke su:
- Američko društvo opstetričara i ginekologa (ACOG): ACOG je 2018. preporučio univerzalni probir za depresiju i anksioznost korištenjem provjerenog alata barem jednom tijekom trudnoće ili nakon poroda, uz potpunu procjenu raspoloženja i mentalnog zdravlja tijekom pregleda nakon poroda. Ovo je dodatak postojećim preporukama za godišnji probir depresije kod svih žena.[23]
- Američka akademija za pedijatriju (AAP): 2017. godine, AAP je preporučio univerzalni probir majki na postporođajnu depresiju tijekom prvog mjesečno, dvomjesečnog, četveromjesečnog i šestomjesečnog pregleda djeteta.[24][25]
- Radna skupina za preventivne usluge Sjedinjenih Država (USPSTF): 2016. godine USPSTF je preporučio probir depresije u općoj odrasloj populaciji, uključujući trudnice i žene nakon poroda.[26] Njihove preporuke nisu uključivale smjernice za učestalost probira.

### Primarna prevencija
S obzirom na nedosljedne dokaze o uzrocima postporođajne tuge, nejasno je bi li strategije prevencije bile učinkovite u smanjenju rizika od razvoja ovog stanja. Međutim, educiranje žena tijekom trudnoće o baby bluesu može im pomoći da se pripreme za ove simptome koji su često neočekivani i zabrinjavajući u okruženju uzbuđenja i iščekivanja djeteta. Majke koje razviju baby blues često razvijaju i značajan osjećaj srama ili krivnje zbog tjeskobe ili depresije tijekom razdoblja u kojem se očekuje da majka bude sretna. Važno je uvjeriti roditelje da su simptomi lošeg raspoloženja nakon poroda česti i prolazni. Porodničari mogu preporučiti da se pacijentice i njihove obitelji pripreme unaprijed kako bi osigurale da će majka imati odgovarajuću podršku i odmor nakon poroda. Osim toga, trebali bi pružiti edukaciju i potrebne resurse obitelji i prijateljima o znakovima upozorenja težih perinatalnih psihijatrijskih stanja koja se mogu razviti, poput poslijeporođajne depresije i poslijeporođajne psihoze.

## Liječenje
Postporođajni blues je prolazno stanje. Očekuje se da će znakovi i simptomi nestati unutar dva tjedna od početka bez ikakvog liječenja. Ipak, postoji niz preporuka za ublažavanje simptoma, uključujući:
- Osiguravanje dovoljno sna
- Odvajanje vremena za opuštanje i obavljanje aktivnosti koje vesele
- Traženje pomoći od obitelji i prijatelja
- Obraćanje drugim novim roditeljima
- Izbjegavanje alkohola i drugih lijekova koji mogu pogoršati simptome raspoloženja
- Uvjeravanje da su simptomi vrlo česti i da će proći

Ako se simptomi ne povuku u roku od dva tjedna ili ako ometaju funkcioniranje, osobe se potiče da kontaktiraju svog liječnika. Rana dijagnoza i liječenje težih poslijeporođajnih psihijatrijskih stanja, poput poslijeporođajne depresije, poslijeporođajne anksioznosti i poslijeporođajne psihoze, ključni su za poboljšanje ishoda i kod roditelja i kod djeteta.

## Prognoza
Većina majki koje razviju poslijeporođajnu tugu doživljavaju potpuno povlačenje simptoma za dva tjedna. Međutim, brojne prospektivne studije identificirale su težeg oblika baby bluesa kao neovisni čimbenik rizika za razvoj naknadne poslijeporođajne depresije. Potrebno je više istraživanja kako bi se u potpunosti razjasnila povezanost između poslijeporođajne tuge i poslijeporođajne depresije.

## Epidemiologija
Poslijeporođajna tuga je vrlo često stanje koje pogađa oko 50-80 % rodilja prema većini izvora. Međutim, procjene pojavnosti prilično variraju u literaturi, od 26 do 85 %, ovisno o korištenim kriterijima. Teško je dobiti precizne postotke s obzirom na nedostatak standardiziranih dijagnostičkih kriterija, nedosljednost prijava i metodološka ograničenja retrospektivnog izvješćivanja o simptomima.
Dokazi pokazuju da poslijeporođajna tuga postoji u različitim zemljama i kulturama, međutim postoji značajna heterogenost u prijavljenim stopama incidencije. Na primjer, izvješća o učestalosti baby bluesa u literaturi variraju, pa je postotak pojavnosti u Japanu 15 %, a npr. za Iran 60 %. Nedovoljno prijavljivanje simptoma zbog kulturnih normi i očekivanja može biti jedno od objašnjenja ove heterogenosti.

## Muškarci
Nedostaje literatura o tome pojavljuje li se u očeva poslijeporođajna tuga. Međutim, s obzirom na slične uzroke poslijeporođajne tuge i poslijeporođajne depresije u žena, moglo bi biti relevantno ovo ispitati.
Meta-analiza iz 2010. objavljena u The Journal of the American Medical Association (JAMA) s više od 28.000 sudionika u raznim zemljama pokazala je da prenatalna i poslijeporođajna depresija pogađa oko 10 % muškaraca. Ovu analizu ažurirao je neovisni istraživački tim 2016. godine, koji je utvrdio da je incidencija 8,4% u više od 40.000 sudionika. Obje su incidencije bile značajno veće od prethodno prijavljenih stopa od 3-4 % iz dvije velike kohortne studije u Ujedinjenom Kraljevstvu, što može odražavati heterogenost među zemljama. Obje meta-analize pokazale su veće stope u Sjedinjenim Državama (12,8-14,1 %) u usporedbi s međunarodnim studijama (7,1-8,2 %). Nadalje, postojala je umjerena pozitivna korelacija između očeve i majčine depresije ( r = 0,308; 95% CI, 0,228-0,384).